# Island Lake
Island Lake és una població dels Estats Units a l'estat d'Illinois. Segons el cens del 2000 tenia 8.153 habitants.

## Demografia
Segons el cens del 2000, Island Lake tenia 8.153 habitants, 2.837 habitatges, i 2.150 famílies. La densitat de població era de 1.104,5 habitants/km².
Dels 2.837 habitatges en un 46,8% hi vivien nens de menys de 18 anys, en un 63,8% hi vivien parelles casades, en un 8,6% dones solteres, i en un 24,2% no eren unitats familiars. En el 18,6% dels habitatges hi vivien persones soles el 2,7% de les quals corresponia a persones de 65 anys o més que vivien soles. El nombre mitjà de persones vivint en cada habitatge era de 2,87 i el nombre mitjà de persones que vivien en cada família era de 3,31.
Per edats la població es repartia de la següent manera: un 32% tenia menys de 18 anys, un 5,8% entre 18 i 24, un 42,8% entre 25 i 44, un 15% de 45 a 60 i un 4,4% 65 anys o més.
L'edat mediana era de 32 anys. Per cada 100 dones de 18 o més anys hi havia 96,7 homes.
La renda mediana per habitatge era de 63.455 $ i la renda mediana per família de 67.500 $. Els homes tenien una renda mediana de 47.276 $ mentre que les dones 35.957 $. La renda per capita de la població era de 24.206 $. Aproximadament l'1,9% de les famílies i el 2,6% de la població estaven per davall del llindar de pobresa.

## Poblacions més properes
El següent diagrama mostra les poblacions més properes.